# Валевона (Казерта)
Валевона је насеље у Италији у округу Казерта, региону Кампанија.
Према процени из 2011. у насељу је живело 30 становника. Насеље се налази на надморској висини од 523 м.